# Талисман
Талисман је реч арапског порекла која означава предмет или неку другу ствар која се чува и носи, јер по општем веровању доноси срећу, односно штити власника, од несреће. Сваки предмет или ствар може бити талисман, што је индивидуално. Мора се добро чувати јер је и сам губитак знак будуће несреће.